# Assemblée législative de la Nouvelle-Écosse
65e législature de Nouvelle-Écosse
Province House
L'Assemblée législative de la Nouvelle-Écosse (en anglais : Legislative Assembly of Nova Scotia) est l'unique chambre de l'Assemblée générale monocamérale de la province canadienne de la Nouvelle-Écosse qu'elle forme avec le lieutenant-gouverneur, représentant du souverain dans la province. 
Elle est composée de 55 députés répartis entre trois formations politiques : le Nouveau Parti démocratique, le Parti libéral et les progressistes-conservateurs. Une députée est sans étiquette.
L'Assemblée se réunit dans le Province House, un lieu historique national qui est aussi le plus petit et le plus vieil édifice parlementaire au Canada. Il ouvrit ses portes le 11 février 1819. L'édifice était le siège original de la Cour suprême de la Nouvelle-Écosse. Son entrée principale se trouve rue Hollis, à Halifax.
Ayant siégé pour la première fois en 1758, elle constitue la plus ancienne assemblée législative au Canada.

## Système électoral
L'Assemblée législative est composée de 55 sièges pourvus pour quatre ans au scrutin uninominal majoritaire à un tour dans autant de circonscriptions électorales. 
L'assemblée comporte 51 sièges de 2012 à 2021.

## Composition actuelle
| Parti politique | Parti politique            | Députés |
| --------------- | -------------------------- | ------- |
|                 | Progressiste-conservateur  | 43      |
|                 | Parti libéral              | 2       |
|                 | Nouveau Parti démocratique | 9       |
|                 | Indépendant                | 1       |
| Total           | Total                      | 55      |